# Берестинский аграрно-технический колледж
Красноградский аграрно-технический колледж имени Ф. А. Тимошенко (укр. Красноградський аграрно-технічний коледж імені Ф. Я. Тимошенка) - низшее учебное заведение в городе Красноград Харьковской области.

## История
21 февраля 1921 года в Константинограде была открыта средняя сельскохозяйственная школа с четырёхлетним сроком обучения.
5 сентября 1921 года на совещании педагогического коллектива школы было вынесено предложение о реорганизации школы в техникум, и 8 сентября Константиноградский уездный отдел образования постановил открыть в городе сельскохозяйственный техникум. Первым директором техникума стал К. П. Данилевский. В следующем, 1922 году техникум начал подготовку учащихся (в это время в нём насчитывалось 15 учителей и 90 студентов).
В 1924 году техникум стал филиалом Полтавского сельскохозяйственного института.
После нескольких реорганизаций и передачи в 1930 году в состав техникума учебно-производственных мастерских, 1 сентября 1930 года был создан Красноградский техникум механизации сельского хозяйства.
После начала Великой Отечественной войны учебное заведение прекратило работу, в ходе боевых действий и немецкой оккупации города (20 сентября 1941 - 19 сентября 1943 г.) здание техникума было разрушено, но после окончания боевых действий в октябре 1943 года началось его восстановление.
В ноябре 1943 года созданное на базе двух довоенных техникумов учебное заведение возобновило работу под наименованием Красноградский техникум сельского хозяйства и в 1944 году завершило подготовку первых 79 агрономов.
В 1955 году Красноградский техникум сельского хозяйства был переименован в Красноградский техникум механизации сельского хозяйства.
В 1960 году техникум получил новое здание.
После провозглашения независимости Украины техникум был передан в ведение министерства сельского хозяйства и продовольствия Украины.
В марте 1995 года Верховная Рада Украины внесла техникум в перечень предприятий, учреждений и организаций, приватизация которых запрещена в связи с их общегосударственным значением.
В соответствии с постановлением Кабинета министров Украины № 526 от 29 мая 1997 года Волчанский техникум механизации сельского хозяйства стал филиалом Красноградского техникума механизации сельского хозяйства имени Ф. А. Тимошенко (в дальнейшем, в ходе реорганизации, начавшейся в ноябре 2001 года и окончившейся в январе 2002 года, Волчанский техникум был восстановлен и передан в состав Харьковского национального технического университета сельского хозяйства имени П. М. Василенко).
В 2010 году техникум начал обучение по специальности "Менеджмент".
В феврале 2015 года техникум был передан в ведение министерства образования и науки Украины.
10 января 2018 года техникум был преобразован в Красноградский аграрно-технический колледж им. Ф. А. Тимошенко.

## Современное состояние
Колледж является высшим учебным заведением I уровня аккредитации, который осуществляет подготовку специалистов по пяти специальностям («Агроинженерия», «Электроэнергетика, электротехника и электромеханика», «Бухгалтерия и налогообложение», «Предпринимательство, торговля и биржевая деятельность» и «Менеджмент»).